# National Invitation Tournament 1988
Il National Invitation Tournament 1988 è stata la 51ª edizione del torneo. La final four è stata giocata al Madison Square Garden di New York. Ha vinto il titolo la University of Connecticut, allenata da Jim Calhoun. Miglior giocatore del torneo è stato eletto Phil Gamble.
| Campione NIT 1988             |
| ----------------------------- |
| Connecticut Huskies 1º titolo |

## Squadra vincitrice
|  | Naz.                   | Ruolo | Sportivo          |  | Alt. |  |  |
|  | ---------------------- | ----- | ----------------- |  | ---- |  |  |
|  | Stati Uniti (bandiera) | A     | Lyman DePriest    |  | 196  |  |  |
|  | Stati Uniti (bandiera) | G     | Greg Economou     |  | 191  |  |  |
|  | Stati Uniti (bandiera) | G     | Phil Gamble       |  | 193  |  |  |
|  | Stati Uniti (bandiera) | G     | Tate George       |  | 196  |  |  |
|  | Stati Uniti (bandiera) | A     | Jeff King         |  | 208  |  |  |
|  | Stati Uniti (bandiera) | A     | Vassilis Lanes    |  | 203  |  |  |
|  | Stati Uniti (bandiera) | A     | Willie McCloud    |  | 196  |  |  |
|  | Stati Uniti (bandiera) | G     | Steve Pikiell     |  | 193  |  |  |
|  | Stati Uniti (bandiera) | C     | Clifford Robinson |  | 208  |  |  |
|  | Stati Uniti (bandiera) | G     | Clint Simmons     |  | 183  |  |  |
|  | Stati Uniti (bandiera) | A     | James Spradling   |  | 203  |  |  |
|  | Stati Uniti (bandiera) | A     | Robert Ursery     |  | 196  |  |  |
|  | Stati Uniti (bandiera) | A     | Murray Williams   |  | 198  |  |  |

- Allenatore: Jim Calhoun